# Liste von Schiffen mit dem Namen France
France ist ein mehrfach genutzter Name von Schiffen. Der Name ist sowohl die französische als auch die englische Bezeichnung des Landes Frankreich. Dieses wiederum erhielt seinen Namen vom germanischen Stamm der Franken, der im Frühmittelalter einen Großteil des heutigen französischen Staatsgebietes eroberte und mit dem Westfrankenreich den Ursprung Frankreichs legte.

## Schiffsliste
| Bezeichnung | Schiffsart            | Klasse / Typ   | Baujahr | Bauwerft                                            | Eigner                                     | Dienstzeit | Verbleib                                                   | Bild |
| ----------- | --------------------- | -------------- | ------- | --------------------------------------------------- | ------------------------------------------ | ---------- | ---------------------------------------------------------- | ---- |
| France      | Frachtsegler          |                | 1890    | D. & W. Henderson & Company, Glasgow                | Antoine-Dominique Bordes & Fils            | 1890–1901  | Am 10. Mai 1901 gesunken                                   |      |
| France      | Passagierschiff       |                | 1910    | Chantiers et Ateliers de St. Nazaire, Saint-Nazaire | Compagnie Générale Transatlantique         | 1912–1932  | 1934 abgewrackt                                            |      |
| France      | Frachtsegler          |                | 1912    | Chantiers et Ateliers de la Gironde, Lormont        |                                            | 1913–1922  | Am 12. Juli 1922 gestrandet                                |      |
| France      | Schlachtschiff        | Courbet-Klasse | 1914    | Ateliers et Chantiers de la Loire, Saint-Nazaire    | Französische Marine                        | 1914–1922  | Am 26. August 1922 gestrandet                              |      |
| France      | Passagierschiff       |                | 1960    | Chantiers de l’Atlantique, Saint-Nazaire            | Compagnie Générale Transatlantique         | 1962–1974  | 1977 verkauft, später als Norway in Fahrt, 2008 abgewrackt |      |
| France      | Flusskreuzfahrtschiff |                | 1966    | Schiffswerft Christof Ruthof, Mainz-Kastel          | Köln-Düsseldorfer Deutsche Rheinschiffahrt | 1966–1995  | 1998 verkauft, als Statendam in Fahrt                      |      |
| France      | Kühlschiff            |                | 1992    | Kleven Verft, Ulsteinvik                            | Great White Fleet                          | 1997–2000  | ab 14. April 2012 verschrottet                             |      |